# Heidelberg (Texas)
Cet article concerne la census-designated place du Texas. Pour la ville allemande, voir Heidelberg. Pour les autres significations, voir Heidelberg (homonymie).
Heidelberg est une census-designated place située dans le comté de Hidalgo, dans l’État du Texas, aux États-Unis. Sa population s’élevait à 1 725 habitants lors du recensement de 2010.